# Міргазямов Марат Парісович
Марат Парісович Міргазямов (26 лютого 1942, село Караідель Караідельського району, тепер Башкортостан, Російська Федерація) — радянський башкирський діяч, голова Ради Міністрів Башкирської АРСР. Член Центральної контрольної комісії КПРС у 1990—1991 роках. Депутат Верховної Ради Башкирської АРСР. Народний депутат СРСР (1989—1991).

## Життєпис
У 1961 році закінчив технічне училище № 1 у місті Уфі.
У 1961—1973 роках — приладист, інженер-електрик, начальник дільниці цеху, начальник зміни обчислювального центру Уфимського нафтопереробного заводу імені XXII з'їзду КПРС.
У 1966 році закінчив Уфимський нафтовий інститут.
Член КПРС з 1969 року.
У 1973—1976 роках — інструктор, заступник завідувача відділу Уфимського міського комітету КПРС.
У 1976—1980 роках — 2-й секретар Орджонікідзевського районного комітету КПРС міста Уфи.
У 1980—1982 роках — заступник завідувача відділу організаційно-партійної роботи Башкирського обласного комітету КПРС.
У 1982 — січні 1986 року — 1-й секретар Туймазинського міського комітету КПРС Башкирської АРСР.
У 1984 році закінчив заочно Академію суспільних наук при ЦК КПРС.
8 січня 1986 — листопад 1992 року — голова Ради Міністрів Башкирської АРСР (РСР). У листопаді 1992 року отримав вотум недовіри у Верховній Раді Башкортостану та подав у відставку з посади голови Ради Міністрів.
З 1992 року — директор акціонерного товариства «Уфимський завод еластомірних матеріалів та конструкцій». З 1994 року — член Ради директорів Башпромбанку, з 1997 року — голова Ради директорів Башпромбанку.
1993 року висувався кандидатом у депутати Ради Федерації Федеральних Зборів Російської Федерації першого скликання, 1998 року — кандидатом у Президенти Республіки Башкортостан.
Потім — на пенсії в місті Уфа.

## Нагороди та відзнаки
- орден Дружби (Російська Федерація)
- медалі
- Почесна грамота Президії Верховної Ради Башкортостану (1992)